# 羽田亨
羽田亨（假名：はねだ とおる、1882年5月15日—1955年4月13日），生于京都府京丹后市，日本东方学家、日本近代东方史学开创人之一，京都大学名誉教授、日本文化勋章获得者、文学博士（京都帝国大学、1922年）。

## 生平

### 教育经历
羽田亨本姓吉村，中学时过继给羽田家，改名羽田亨。羽田亨自幼聪明，有神童之名，14岁成为乡村学校老师，1901年考入高中名校京都市第三高中。
1904年考入日本第三高等学校（現在的京都大学人间健康学部），指导老师为白鳥庫吉教授，羽田亨从这时起开始学习支那边疆史和民族史，并显露出了外语天赋。1907年7月他从東京帝国大学文科大学史学科毕业，毕业论文为《蒙古窝阔台时代的文化》。1907年9月，羽田亨考入刚刚成立的京都大学研究生院，师从东方学教授、汉学泰斗内藤湖南。

### 授教经历
1909年9月，从京都帝国大学毕业的羽田亨留校任文科大学史学科讲师，担任东方史第二讲座讲师。1913年，出色的语言能力使他成为了文学科语言学家新村出教授的助教，1924年4月晋升文学部教授第三讲座教授，后历任評議員、文学部长、大学图书馆馆长、校长等职务。1945年2月，成为日本人文科学与民族生态学研究顶尖学术机构京都大学人文科学研究所的所长，1946年3月被授予京都帝国大学名誉教授。

### 学术研究
羽田亨与他的老师内藤湖南、桑原隲藏一起构建了京都大学东亚史研究的黄金期，形成了在世界史学界享有盛誉的「东洋史学京都学派」。羽田亨尤其精通元蒙塞外史、西域中亚史与敦煌学、中西交通史，而西域史与敦煌学的研究更是其学术事业的顶峰，对日本西域史学得建立有着重要贡献作用。在「东洋史学京都学派」创始的「三巨头」内藤湖南、桑原隲藏和狩野直喜相继退休后，羽田亨撑起了京都帝国大学东方史研究的大旗，引入了田村实造、宫崎市定、佐伯富、那波利贞等一批学术精英，巩固了「京都学派」在史学界的学术地位。
1936年羽田亨当选为帝国学士院院士、1938年12月成为教育審議会委員。1938年11月，京都帝国大学校长滨田耕作博士突然辞世，羽田亨被文部科學省任命为京都帝国大学第12任校长。 1943年，日本在第二次世界大战前线告急，羽田亨在一场学生入伍践行仪式上表示：“各位，安心走吧，望平安归来，学校的大门永远为你们打开，等候着你们。”许多学生流下了眼泪。据后来统计，在学生入伍仪式上，京都大学的在校生共有4500名参加了日军，其中260人战死沙场。”1943年12月，羽田亨入选日本学士院，1945年12月，成为貴族院議員。
羽田亨的后代也多有研究东方学的专家，其子羽田明教授也是京都大学的东方学学者，主攻中亚史、伊朗史。 其孙羽田正为伊斯兰史学者，主攻近代伊斯兰史和伊斯兰建筑。

## 編著书籍

### 著書
- 《中等東洋史教科書》 富山房 1916
- 《元代驿传杂考》 東洋文庫 1930
- 《西域文明史概論》 弘文堂書房 1941
- 《西域文化史 座右宝刊行会 1948
- 《羽田博士史学論文集》 上下巻 東洋史研究会 1957
- 《西域文明史概論．西域文化史》 平凡社東洋文庫 1992、解説間野英二

### 編著
- 《敦煌遺書》 第1集 与伯希和共編 东亚研究会 1926
- 《支那学論叢》 内藤博士還暦祝賀 弘文堂書房 1926
- 《東洋史教授資料》 富山房 1932
- 《満和辞典》 京都帝国大学満蒙調査会 1937

## 纪念书集
- 《東洋史論叢》 羽田博士還暦記念会 東洋史研究会 1950

### 回忆录
- 《東方学回想 Ⅳ　先学を語る〈3〉》（刀水書房、2000）、学生座谈会回忆录。